# Hiligodu Botomuzoi
Hiligodu Botomuzoi is een bestuurslaag in het regentschap Nias van de provincie Noord-Sumatra, Indonesië. Hiligodu Botomuzoi telt 1049 inwoners (volkstelling 2010).